# Barbora Žagariete
Barborą Umiastauskaitė, nota come Barbora Žagarietė (Žvelgaičiai, 1628 – Žagarė, 1648), è stata una religiosa lituana, venerata come serva di Dio dalla Chiesa cattolica.

## Biografia
Non ci sono notizie certe sulla sua vita, che è stata tramandata da diverse agiografie; secondo esse, Barbora era l'unica figlia di una famiglia nobile, molto pia e generosa verso i poveri, e avrebbe voluto diventare suora, ma venne fermata dall'opposizione del padre.
Barbora fu seppellita nella cripta di famiglia ma, per la venerazione popolare, fu trasferita nella chiesa di Žagarė. La cripta fu chiusa dalle autorità zariste nel 1877 e riaperto nel 1896; nel 1963, il corpo fu trasferito dalle autorità sovietiche per una destinazione sconosciuta, e da allora se ne sono perse le tracce.
Barbora fu oggetto di venerazione popolare; già nel 1755 il vescovo Antoni Dominik Tyszkiewicz aveva segnalato a Roma sette miracoli attribuiti alla ragazza martire. Il processo di canonizzazione fu iniziato formalmente nel 2005 dal vescovo di Šiauliai Eugenijus Bartulis.